# 野田幻想
野田幻想（日语：ダノンファンタジー），是日本純種競賽馬匹。生涯活躍於短途至中距離賽事，曾於2018年勝出阪神兩歲牝馬錦標並取得最佳2歲雌馬頭銜，亦於2019年以破紀錄時間勝出二級賽玫瑰錦標。

## 出賽前
2016年1月30日出身於北海道安平町北部牧場，成長途中於拍賣會上被賽馬公司Danox Co. Ltd.以9720萬日圓購入。
其後交由栗東訓練中心練馬師中內田充正訓練。

## 競賽生涯

### 2歲
2018年6月3日出戰東京競馬場2歲新馬戰，比賽途中一直處於良好位置，進入直路後雖然跑出不俗的速度，但仍然未能迫近前方的放聲歡呼，最終被拉開2馬位落敗。
放草近3個月後於9月16日出戰2歲未勝利戰，比賽途中保持自身於約莫第三的位置，進入直路後成功以凌厲姿態衝出，最終以2馬位優勢取得首勝。
11月3日出戰夢幻錦標，本次比賽其保持於中團靠後的位置等待時機，並於比賽終端順應騎師川田將雅的指示穩步推進以保留體力。進入直路後，其抽出外檔不斷加速，最終超越對手下繼續拉開後方的距離，成功以拋離第二名1 3/4馬位的姿態取得首個分級賽冠軍。

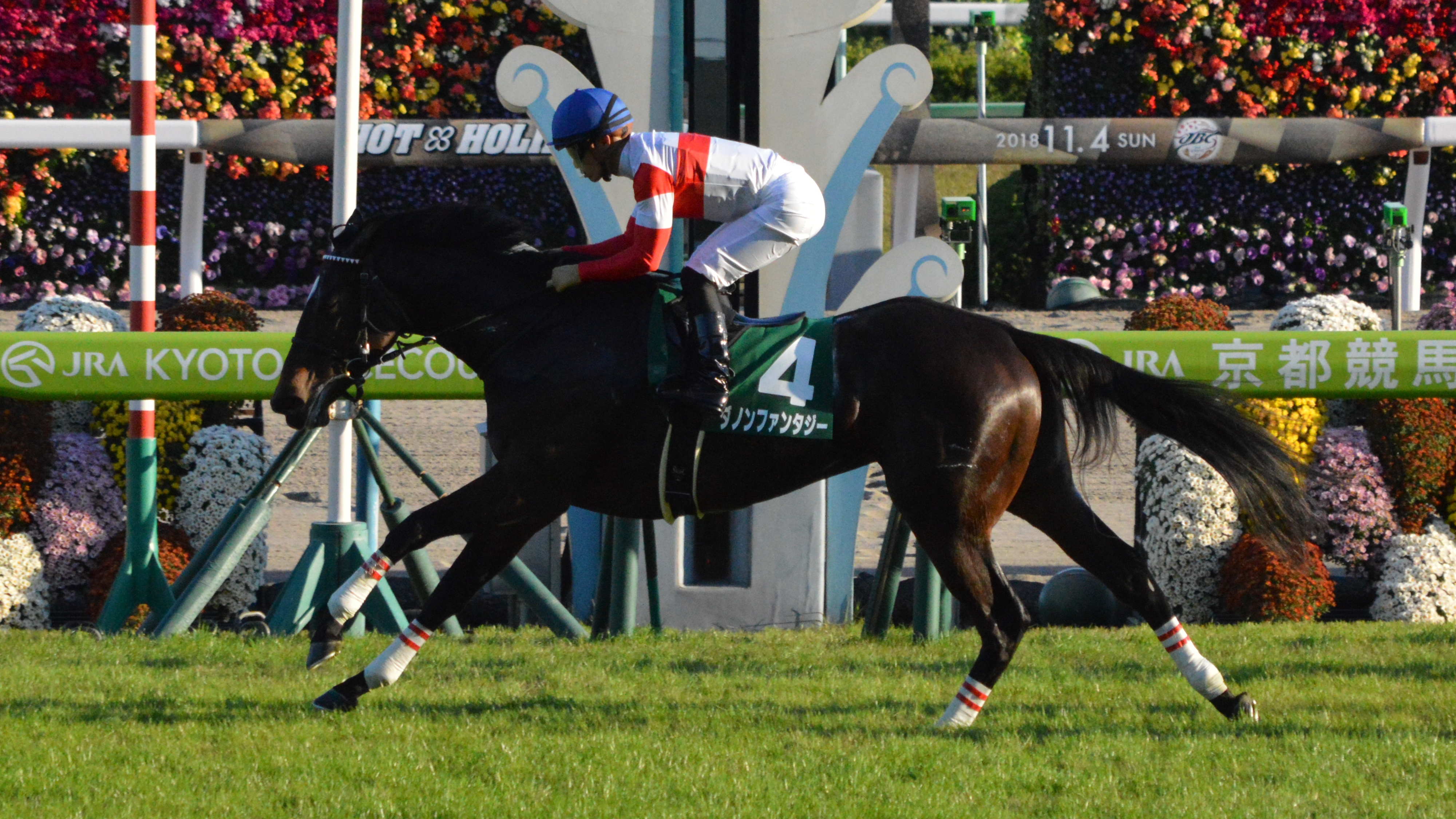
出戰夢幻錦標的野田幻想

其後出戰阪神兩歲牝馬錦標，賽前再度獲得第一人氣。比賽開始後，雖然其順利起步，但騎師杜滿萊選擇控制其步速以留後，因而於比賽初段其保持於約莫尾三的位置追走。通過最後彎道時，杜滿萊打算抽出大外檔望空加速，但由於位置被創世駒阻擋下未能達成，因而只能於對手的內側位置保持速度衝刺。進入直路後，其和創世駒以平頭姿態一同加速衝刺，兩駒隨即展開激烈的纏鬥並逐步超越前方的賽駒。最後200米時，野田幻想稍微透出並壓制對手，最終以1/2馬位贏過對手取得首個一級賽冠軍。

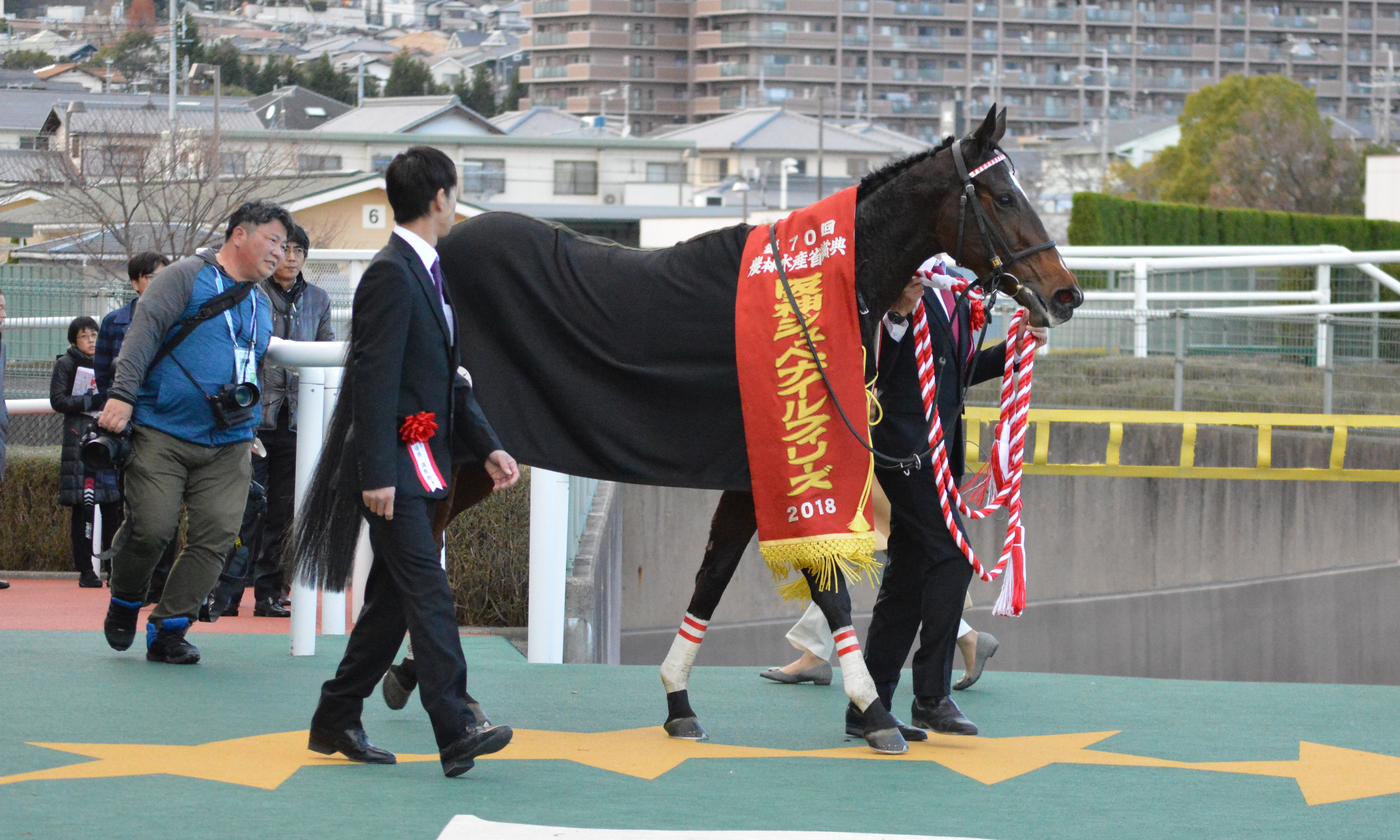
阪神兩歲牝馬錦標頒獎儀式

年末，由於其以三連勝姿態奪得一級賽冠軍，且主要對手放聲歡呼出戰朝日盃未來錦標失利僅得第三，其成功於評選中以近乎全票的275票當選最佳2歲雌馬。

### 3歲
2019年以鬱金香賞作爲首戰，雖然於比賽途中一度被包圍無法衝出唔彈於直路上成功突破並抽出外檔不斷加速，最終超越前方賽駒之餘亦可抵擋後方粉紅巨鑽的追擊，以1馬位優勢再下一城。
其後出戰櫻花賞，賽前壓贏放聲歡呼及創世駒取得第一人氣。比賽開始後，其保持於第五左右的有利位置，並於比賽途中一直以穩定的節奏推進。進入直路後，其繼續於前方位置衝刺，然而於最後400米時候無法繼續維持走勢，最終被對手超越下以第四落敗。
5月19日出戰優駿牝馬（日本橡樹大賽）試圖修復失地，賽前因櫻花賞的失利及距離適性的疑慮而獲得第四人氣。比賽開始後，其繼續選擇先頭戰術於前方推進，雖然比賽途中一直處於有利位置並於直路跑出不俗的表現，但最終仍然被後方的唯獨愛你、機伶金花、創世駒及勝卷天女超越以第五落敗。
夏季放草過後於秋季以玫瑰錦標作爲起動戰，比賽途中其選擇於中團位置等待時機，通過彎道後逐步前移並進佔第五的位置。進入直路後，其於所在位置展開衝刺，於最後200米爆發末腳速度並進入全速狀態超越前方所有對手，最終以1分44.4秒的破紀錄時間再度取得分級賽冠軍。

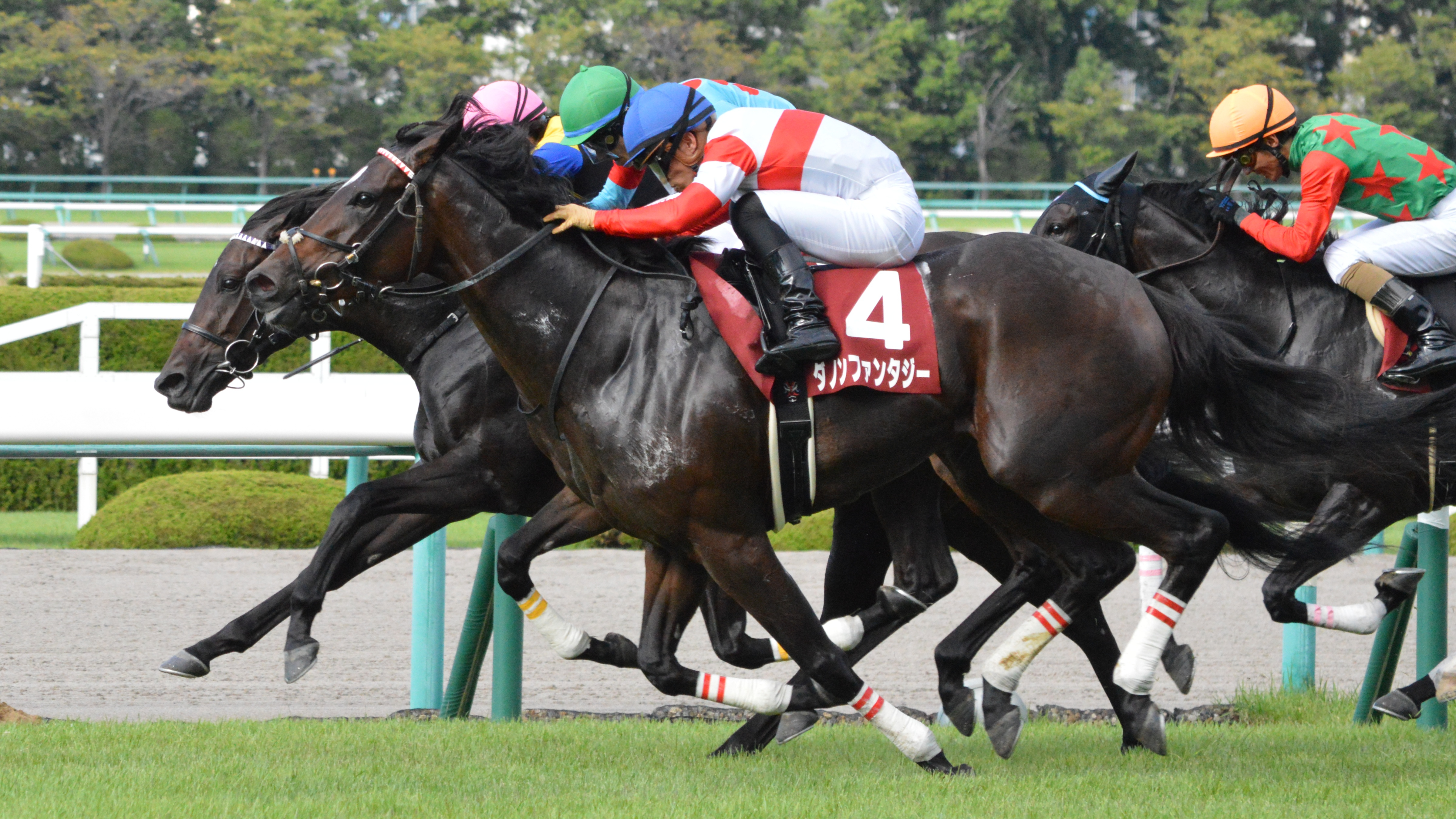
出戰玫瑰錦標的野田幻想

其後出戰雌馬三冠尾關秋華賞，雖然於比賽途中一直維持於先頭位置，但進入直路因未能適應颱風海貝思帶來的雨帶所造成的黏地，最終稍爲失速下被其他對手超越以第八落敗。

### 4歲
進入2020年其主要以一哩賽事作爲主軸，但春季出戰阪神牝馬錦標及維多利亞一哩賽因爲狀態不佳而均獲僅第五，秋季出戰府中牝馬錦標亦再度因軟地適性不足而以第六落敗。
有鑒於此，陣營決定嘗試安排其縮程挑戰短途賽事，以12月26日的阪神盃作爲目標。比賽開始後，其迅速搶佔位置進入內欄逐步推進，進入直路後以優秀的反應響應騎師藤岡佑介的指揮衝出，最終跑出優秀表現下以1 3/4馬位優勢戰勝馬國女神取得冠軍。

### 5歲
2021年其於年初出戰阪急盃，但於本次比賽選擇留後下未能於直路扭轉局勢，最終僅以第五完賽。
其後出戰高松宮紀念，比賽初段保持於先頭位置下於直路大幅失速，最終以生涯最差的第十二大敗。
5月16日重返一哩戰線以維多利亞一哩賽事作爲目標，縱然其於比賽途中轟出後600米33.0秒的恐怖末腳，但仍然未能追上前方的賽駒，最終以第七落敗。
入秋後出戰天鵝錦標，本次比賽其採用居中戰術一直於有利位置推進，進入直路後成功憑借望空的優勢一舉衝出，最終以3/4馬位贏過第二的輝姬美韻取得冠軍。
其後避戰一哩冠軍賽並出戰阪神盃劍指連霸，但於比賽途中無法最大程度加速，最終被攻必勝及好森林超越下以第三完賽。
完成阪神盃後陣營決定安排其退役，並於2022年1月14日取消日本中央競馬會的賽駒註冊。

### 詳細賽績
| 日期       | 舉辦國家 | 馬場 | 距離   | 級別 | 賽事名稱         | 負重 | 騎師      | 馬號 | 出馬 | 名次 | 時間   | 頭馬（二馬）      |
| ---------- | -------- | ---- | ------ | ---- | ---------------- | ---- | --------- | ---- | ---- | ---- | ------ | ----------------- |
| 3/6/2018   | 日本     | 東京 | 草1600 |      | 2歲新馬          | 54   | 川田將雅  | 4    | 15   | 2    | 1:33.9 | 放聲歡呼          |
| 16/9/2018  | 日本     | 阪神 | 草1600 |      | 2歲未勝利        | 54   | 川田將雅  | 7    | 9    | 1    | 1:35.9 | （Red Vita）      |
| 3/11/2018  | 日本     | 京都 | 草1400 | GIII | 夢幻錦標         | 54   | 川田將雅  | 4    | 9    | 1    | 1:21.8 | （Belles Soeurs） |
| 9/12/2018  | 日本     | 阪神 | 草1600 | GI   | 阪神兩歲牝馬錦標 | 54   | 杜滿萊    | 13   | 18   | 1    | 1:34.1 | （創世駒）        |
| 2/3/2019   | 日本     | 阪神 | 草1600 | GII  | 鬱金香賞         | 54   | 川田將雅  | 1    | 13   | 1    | 1:34.1 | （粉紅巨鑽）      |
| 7/4/2019   | 日本     | 阪神 | 草1600 | GI   | 櫻花賞           | 55   | 川田將雅  | 15   | 18   | 4    | 1:33.1 | 放聲歡呼          |
| 19/5/2019  | 日本     | 東京 | 草2400 | GI   | 優駿牝馬         | 55   | 川田將雅  | 8    | 18   | 5    | 2:23.3 | 唯獨愛你          |
| 15/9/2019  | 日本     | 阪神 | 草1800 | GII  | 玫瑰錦標         | 54   | 川田將雅  | 4    | 12   | 1    | 1:44.4 | （沙灘森巴）      |
| 13/10/2019 | 日本     | 京都 | 草2000 | GI   | 秋華賞           | 55   | 川田將雅  | 1    | 17   | 8    | 2:01.0 | 創世駒            |
| 11/4/2020  | 日本     | 阪神 | 草1600 | GII  | 阪神牝馬錦標     | 55   | 川田將雅  | 13   | 16   | 5    | 1:33.3 | 輝姬美韻          |
| 17/5/2020  | 日本     | 東京 | 草1600 | GI   | 維多利亞一哩賽   | 55   | 川田將雅  | 7    | 16   | 5    | 1:31.5 | 杏目              |
| 17/10/2020 | 日本     | 東京 | 草1800 | GII  | 府中牝馬錦標     | 54   | 川田將雅  | 2    | 8    | 6    | 1:49.6 | 大海之女          |
| 26/12/2020 | 日本     | 阪神 | 草1400 | GII  | 阪神盃           | 55   | 藤岡佑介  | 6    | 16   | 1    | 1:19.7 | （馬國女神）      |
| 28/2/2021  | 日本     | 阪神 | 草1400 | GIII | 阪急盃           | 55   | 川田將雅  | 2    | 17   | 5    | 1:19.8 | 拉丁城市          |
| 28/3/2021  | 日本     | 中京 | 草1200 | GI   | 高松宮紀念       | 55   | 0藤岡佑介 | 6    | 18   | 12   | 1:10.0 | 野田重擊          |
| 16/5/2021  | 日本     | 東京 | 草1600 | GI   | 維多利亞一哩賽   | 55   | 藤岡佑介  | 11   | 18   | 7    | 1:31.9 | 放聲歡呼          |
| 30/10/2021 | 日本     | 阪神 | 草1400 | GII  | 天鵝錦標         | 55   | 川田將雅  | 9    | 18   | 1    | 1:20.7 | （輝姬美韻）      |
| 25/12/2021 | 日本     | 阪神 | 草1400 | GII  | 阪神盃           | 55   | 藤岡佑介  | 7    | 18   | 3    | 1:20.6 | 攻必勝            |

## 退役後
退役後，野田幻想成爲了繁殖雌馬，於北海道苫小牧市北部牧場空港分場休養，在2022年進行配種。首匹子嗣於2023年出生，可於2025年出賽。

### 詳細繁殖資料
| 數目   | 馬名         | 出生年 | 性別 | 父系     | 練馬師 | 馬主 | 戰績       |
| ------ | ------------ | ------ | ---- | -------- | ------ | ---- | ---------- |
| 第一匹 | 野田幻想2023 | 2023   | 雌   | 金之霸   |        |      | （出賽前） |
| 第二匹 | 野田幻想2024 | 2024   | 雌   | 神威啟示 |        |      | （出賽前） |

## 血統簡介
父系大震撼爲日本賽駒，爲日本賽馬史上第二匹無敗三冠馬，生涯出戰十四場賽事僅得兩場未能勝出，退役後配種成績亦極爲優秀。祖父週日寧靜是美國三冠賽雙冠馬，退役後在日本配種，在日本馬壇相當成功，贏得多項分級賽事，其子嗣贏得巨額獎金。
母系Life for Sale爲阿根廷賽駒，生涯戰績優秀，曾勝出當地一級賽布宜諾斯艾利斯大賽及拉普拉塔橡樹大賽。外祖父Not for Sale亦爲阿根廷賽駒，亦同樣曾勝出布宜諾斯艾利斯大賽。

### 血統表
| 父線：週日寧靜系（Halo系）            |                             |                |                 |
| 種馬 大震撼 2002年（棗色）            | 週日寧靜 1986年（棕色）     | Halo           | Hail to Reason  |
| 種馬 大震撼 2002年（棗色）            | 週日寧靜 1986年（棕色）     | Halo           | Cosmah          |
| 種馬 大震撼 2002年（棗色）            | 週日寧靜 1986年（棕色）     | Wishing Well   | Understanding   |
| 種馬 大震撼 2002年（棗色）            | 週日寧靜 1986年（棕色）     | Wishing Well   | Mountain Flower |
| 種馬 大震撼 2002年（棗色）            | 風中秀髮 1991年（棗色）     | Alzao          | 利法爾          |
| 種馬 大震撼 2002年（棗色）            | 風中秀髮 1991年（棗色）     | Alzao          | Lady Rebecca    |
| 種馬 大震撼 2002年（棗色）            | 風中秀髮 1991年（棗色）     | Burghclere     | Busted          |
| 種馬 大震撼 2002年（棗色）            | 風中秀髮 1991年（棗色）     | Burghclere     | Highclere       |
| 繁殖雌馬 Life for Sale 2008年（棗色） | Not for Sale 1994年（棗色） | Parade Marshal | Caro            |
| 繁殖雌馬 Life for Sale 2008年（棗色） | Not for Sale 1994年（棗色） | Parade Marshal | Steeping High   |
| 繁殖雌馬 Life for Sale 2008年（棗色） | Not for Sale 1994年（棗色） | Love for Sale  | Laramie Trail   |
| 繁殖雌馬 Life for Sale 2008年（棗色） | Not for Sale 1994年（棗色） | Love for Sale  | Museliere       |
| 繁殖雌馬 Life for Sale 2008年（棗色） | Doubt Fire 2001年（棗色）   | Ski Champ      | Iceapade        |
| 繁殖雌馬 Life for Sale 2008年（棗色） | Doubt Fire 2001年（棗色）   | Ski Champ      | Ski Goggle      |
| 繁殖雌馬 Life for Sale 2008年（棗色） | Doubt Fire 2001年（棗色）   | My Little Life | Ghadeer         |
| 繁殖雌馬 Life for Sale 2008年（棗色） | Doubt Fire 2001年（棗色）   | My Little Life | Dimane          |
| 雌系：號族：7-a                       |                             |                |                 |
| 五代內近親交配：利法爾 4×5            |                             |                |                 |

## 命名由來
名字中，Danon（ダノン）是馬主Danox Co. Ltd.冠名，源自公司名字，而此公司名字就是公司代表野田順弘之姓氏「野田」（ノダ）倒轉後的變體，Fantasy（ファンタジー）即是「幻想」。

## 外部連結
- 野田幻想 netkeiba.com （页面存档备份，存于）
- 血統表 （页面存档备份，存于）